# Neolophonotus tarsalis
Neolophonotus tarsalis är en tvåvingeart som först beskrevs av Ricardo 1920.  Neolophonotus tarsalis ingår i släktet Neolophonotus och familjen rovflugor. Inga underarter finns listade i Catalogue of Life.